# Nob Hill (San Francisco)
Pour les articles homonymes, voir NOB.
Nob Hill est un quartier de San Francisco en Californie.

## Situation et accès
Le quartier est délimité par Broadway au nord, Powell Street à l'est, Bush Street au sud et Van Ness Avenue à l'ouest.
Les quartiers qui entourent Nob Hill sont Union Square et Tenderloin au sud, Chinatown à l'est, North Beach et Telegraph Hill au nord-est, Russian Hill au nord et Cow Hollow à l'ouest.

## Origine du nom
Le quartier s’est initialement appelé California Hill, jusque dans les années 1850, du nom de la California Street qui le traverse d’est en ouest.
Il prend ensuite le nom de Nob Hill, évoquant ainsi les quatre magnats des chemins de fer y ayant fait construire de somptueux hôtels particuliers à la fin du XIXe siècle. Nob peut être traduit par nabab ou richard.
Les hôtels en question ont été détruits à la suite du tremblement de terre de 1906 mais le quartier est resté une enclave résidentielle et élégante, ce qui fait que Nob Hill est parfois surnommé Snob Hill.
On relève également les toponymes suivants, désignant tout ou partie du quartier : Noob Hill, Lower Nob Hill, Upper Nob Hill, The Tender Nob, Upper China Heights.

## Historique
Nob Hill est un quartier aisé où résident les grandes familles de San Francisco, si bien qu'il est parfois appelé « Snob Hill ». Les avantages de la colline (situation centrale et vue panoramique) accélérèrent son urbanisation à la fin du XIXe siècle : elle se couvrit de demeures luxueuses parmi lesquelles celle de l'homme d'affaires et gouverneur de la Californie Leland Stanford (1824-1893).
Le quartier fut complètement détruit par le séisme de 1906 : si beaucoup de maisons furent reconstruites, d'autres propriétaires décidèrent d'investir dans d'autres quartiers situés à l'ouest comme Pacific Heights ou Cow Hollow. 

## Bâtiments remarquables et lieux de mémoires

### Club
- Pacific-Union Club, fondé en 1889, ancienne demeure de l'homme d'affaires James Flood.

### Grands hôtels
- Fairmont Hotel (1907),

- Huntington Hotel (1922),

- Mark Hopkins Hotel (1926),

- Stanford Court Hotel (1972).

### Lieu de culte
- Grace Cathedral, érigée en 1928 ; elle sert au culte épiscopalien.

### Musée
- Cable Car Museum, fondé en 1974.

## Nob Hill au cinéma
Nob Hill est l'un des quartiers les plus filmés au cinéma[réf. nécessaire]. Il apparaît dans les films suivants :
| - Rock - Bullitt - Vertigo - Magnum Force - Un mariage trop parfait - Dirty Harry - La Fille en rouge - Le Choix d'aimer | - Under the Tuscan Sun - La Fête à la maison - Hulk - Just Like Heaven - Heart and Souls - Princesse malgré elle |

Une série télévisée :
- La Fête à la maison (1987-1995)

## Galerie

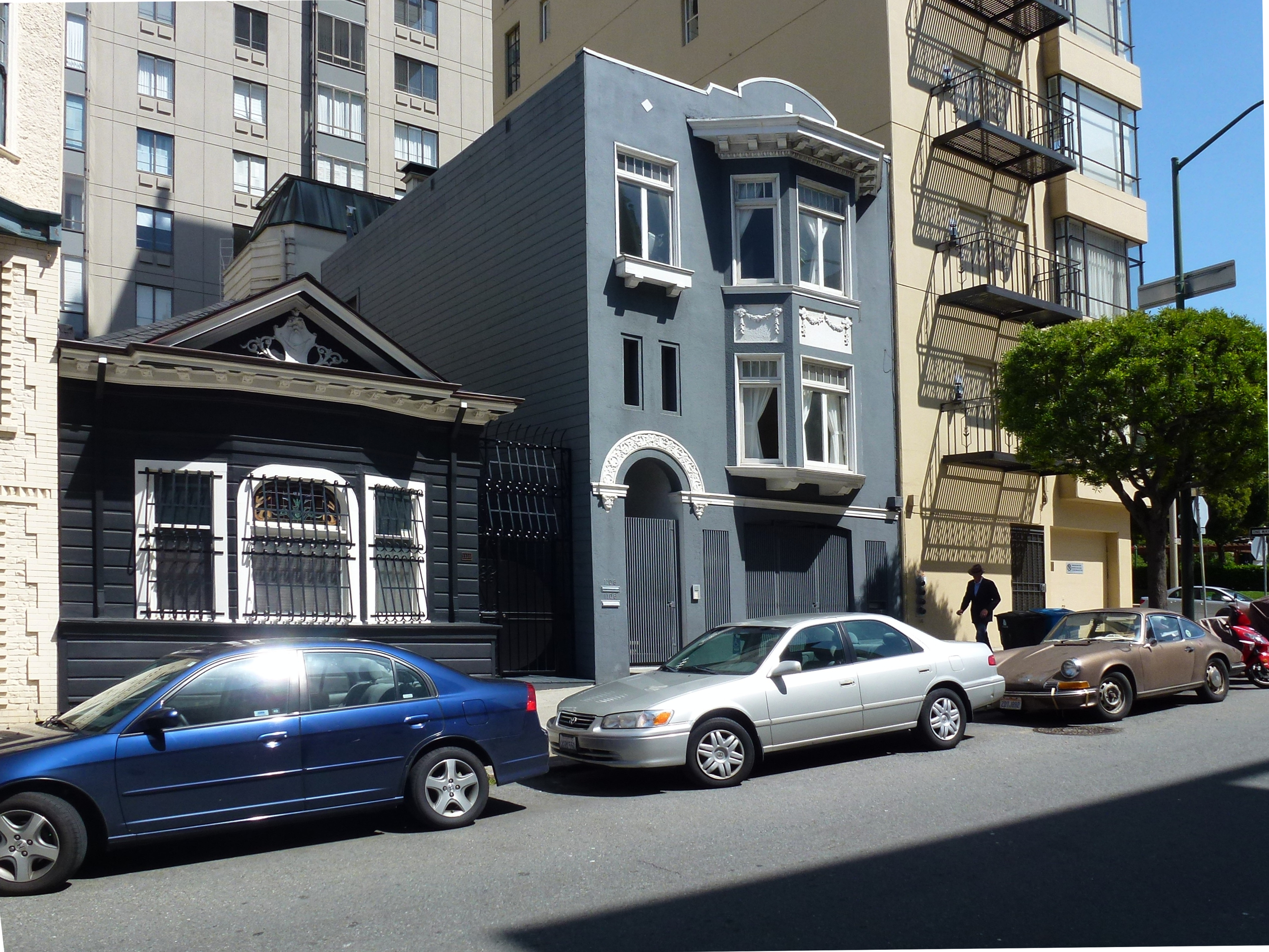
Maisons.
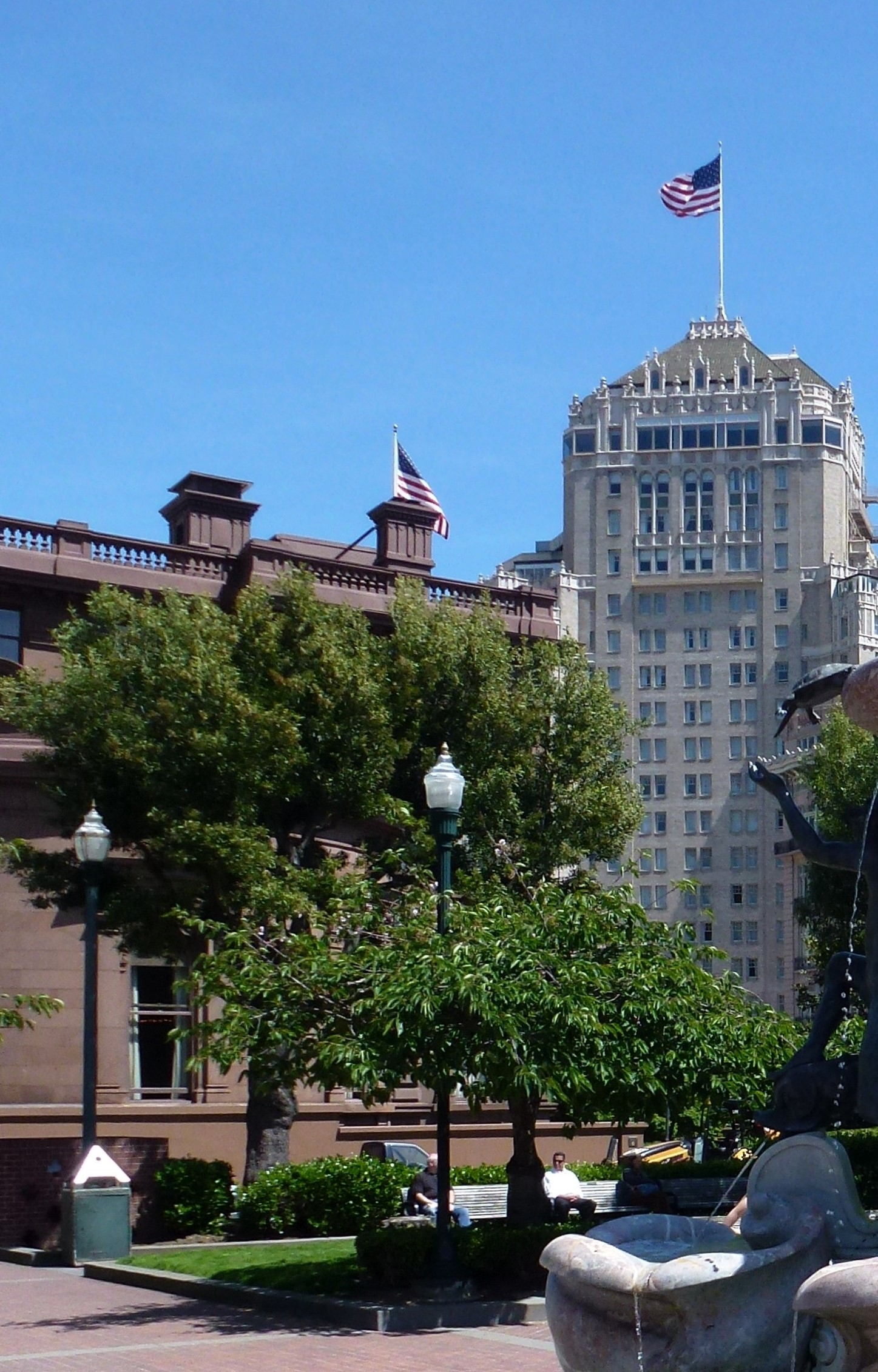
Huntington Park.
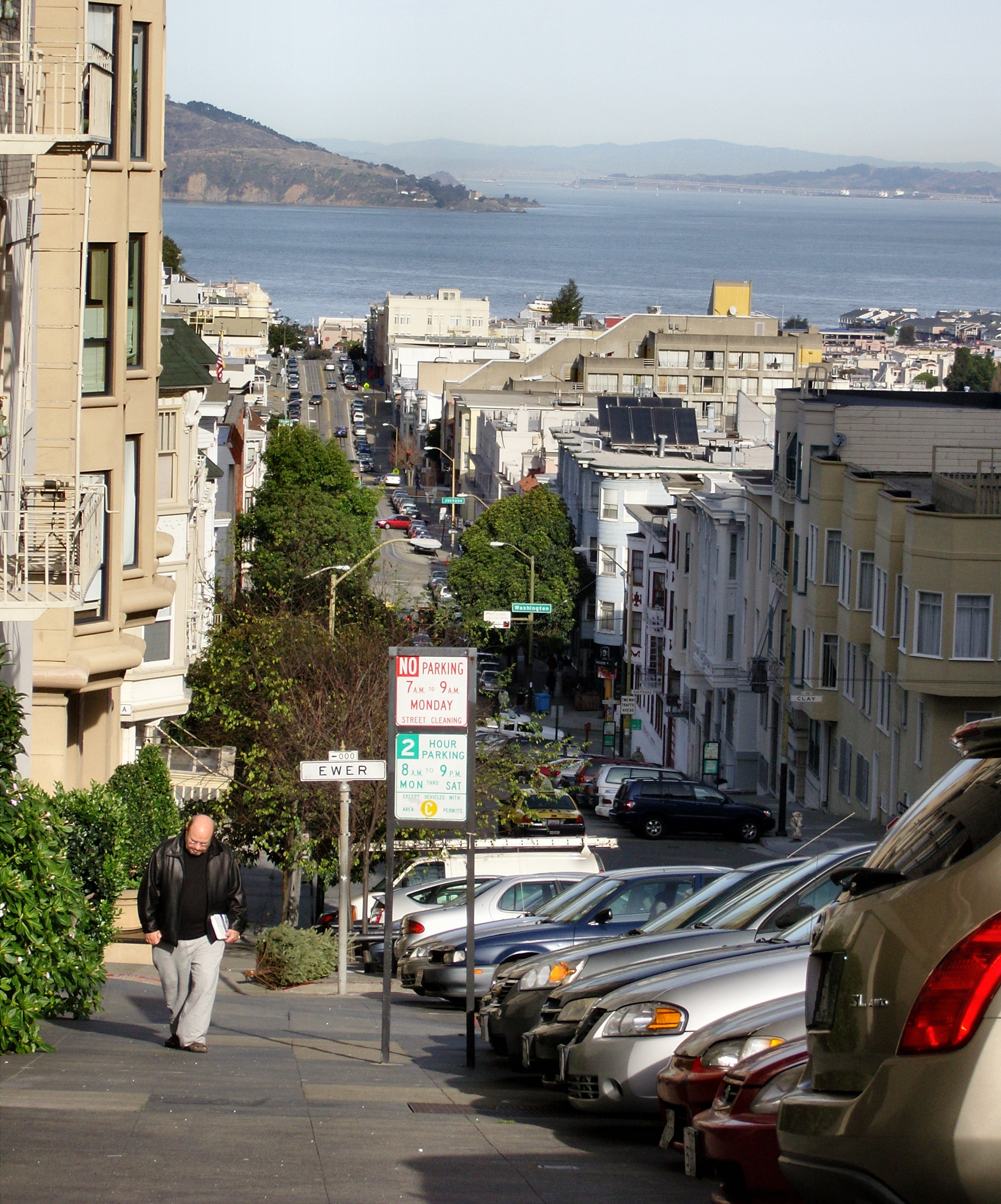
Nob Hill.
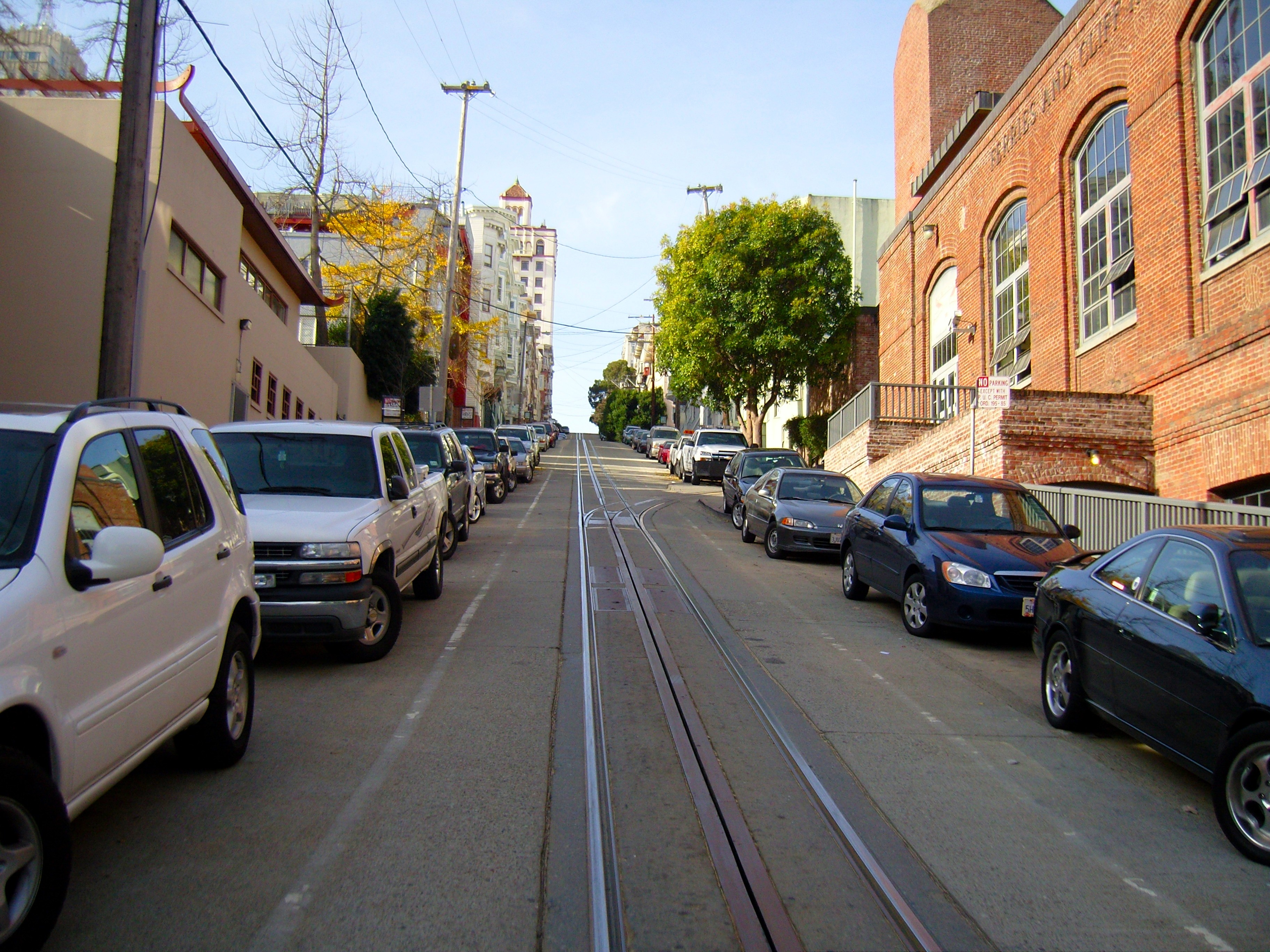
Près du Cable Car Museum.
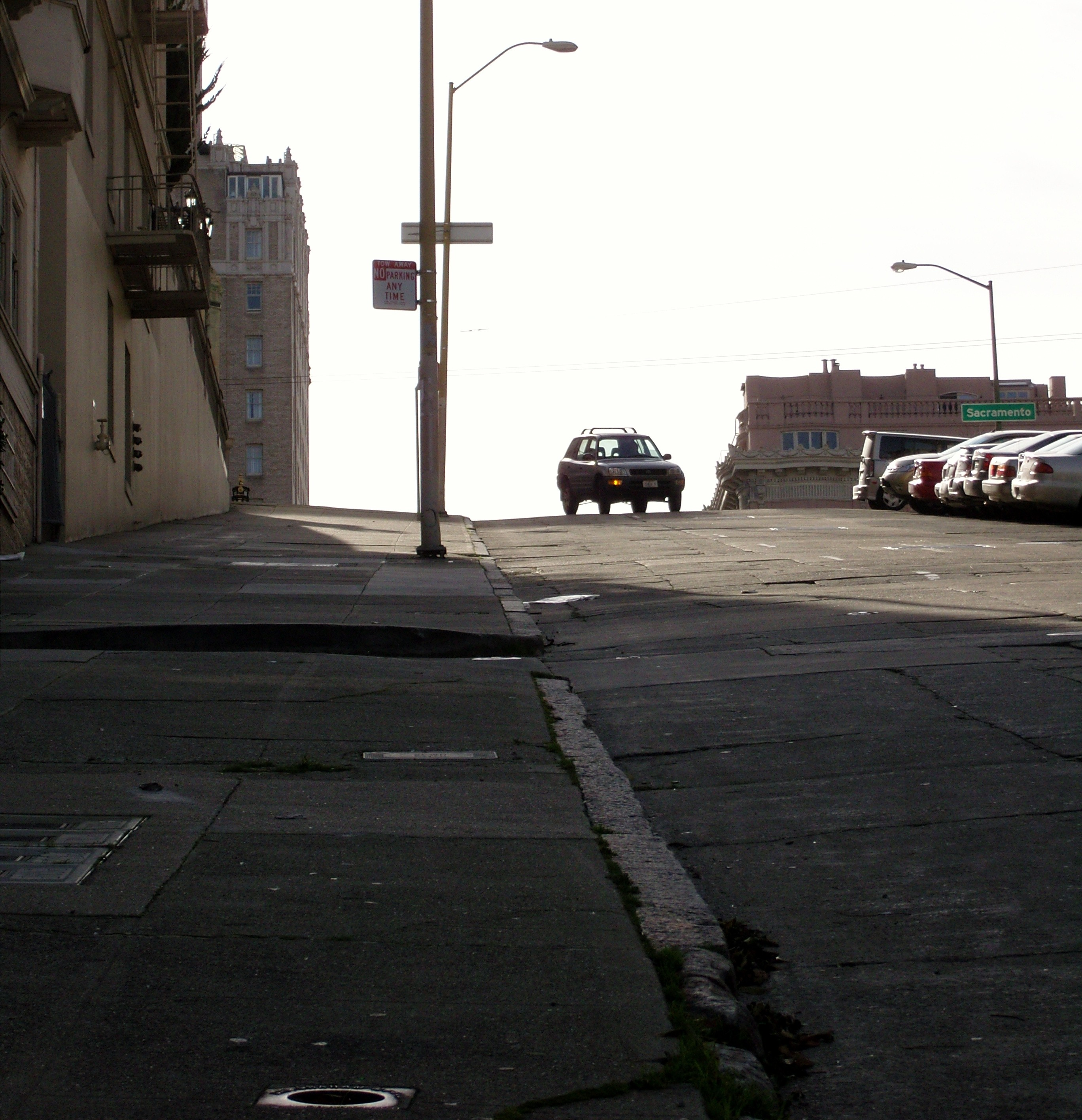
Nob Hill.
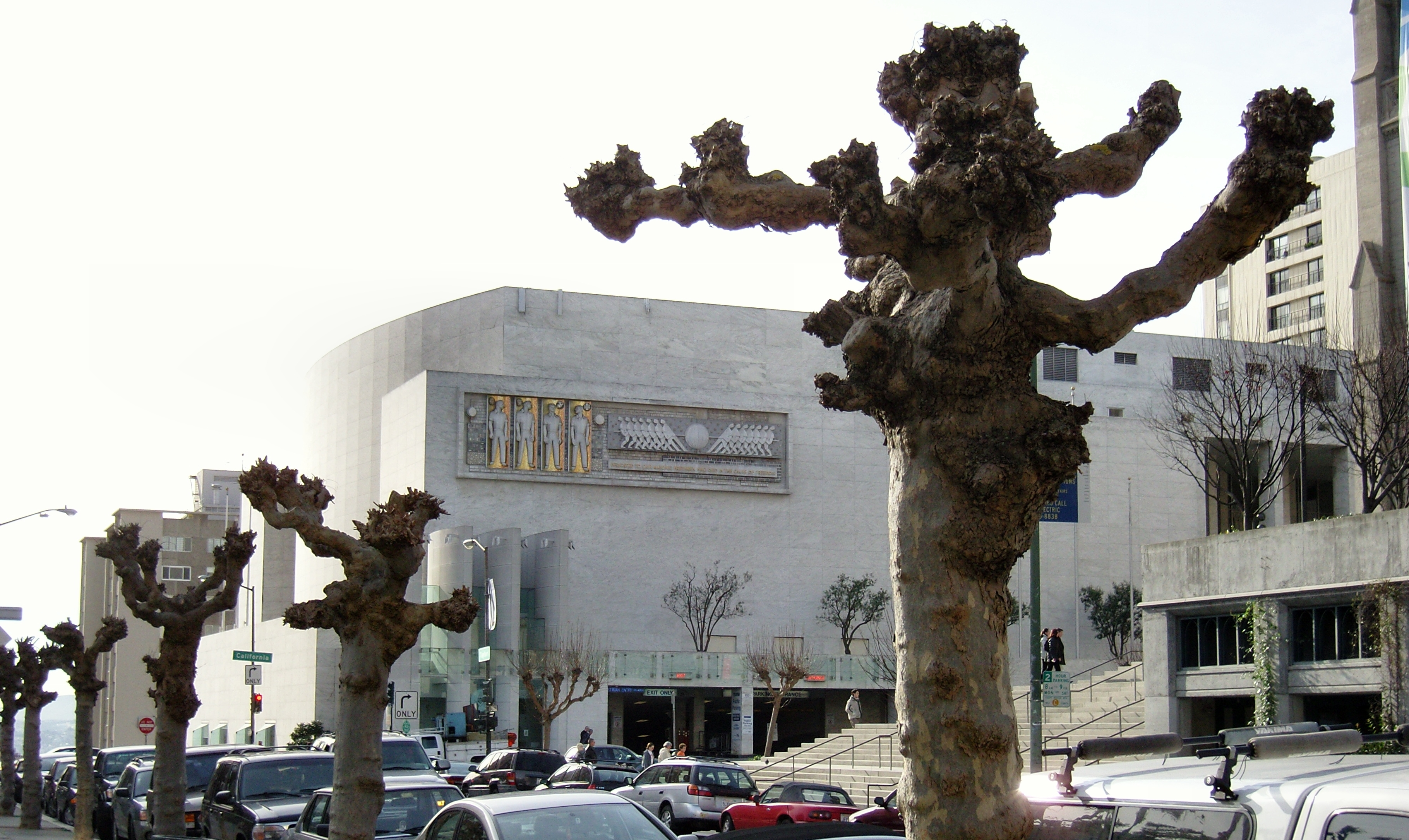
Masonic Memorial Temple.
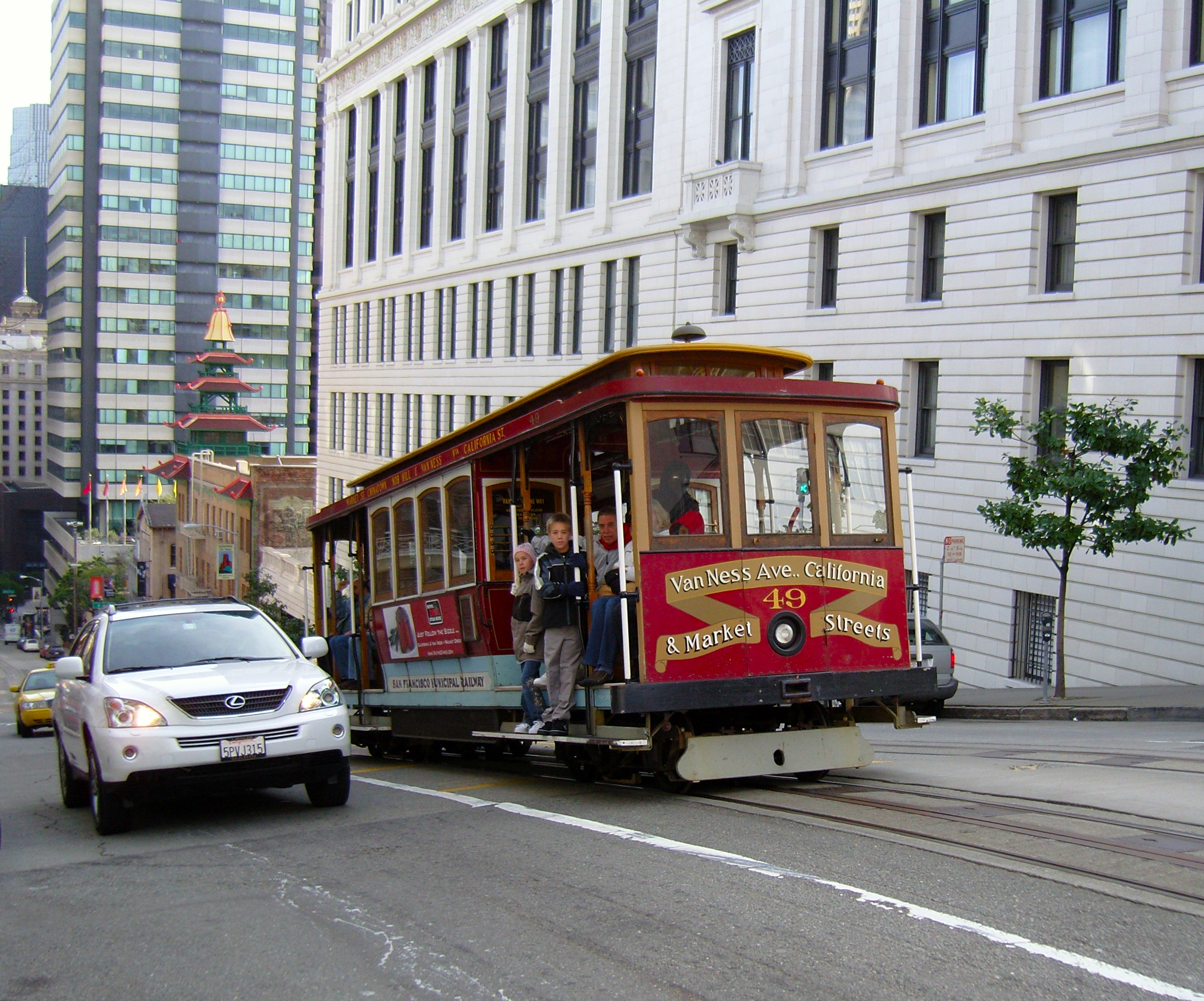
Cable Car en haut de Nob Hill.
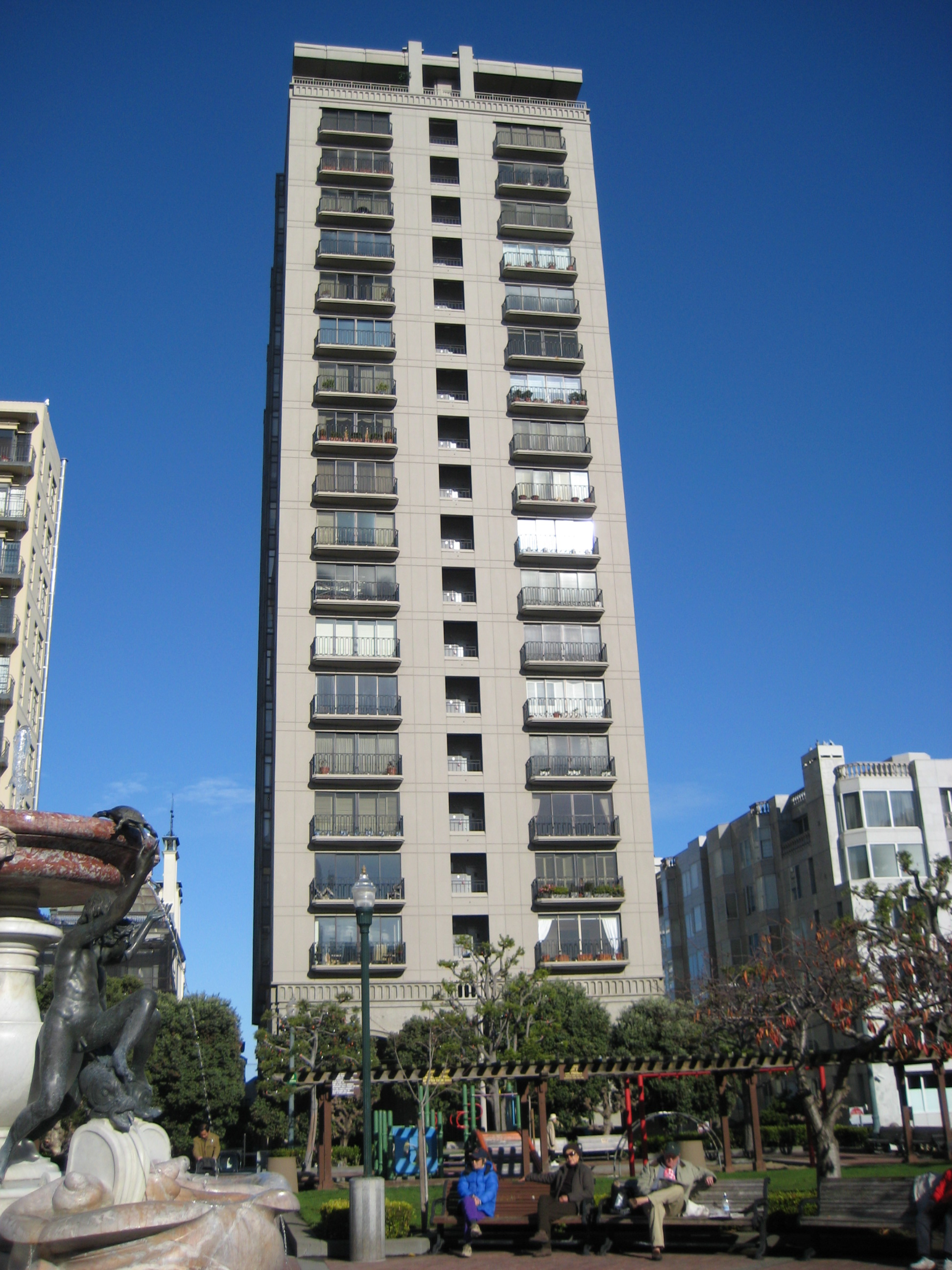
Un immeuble près de Huntington Park.
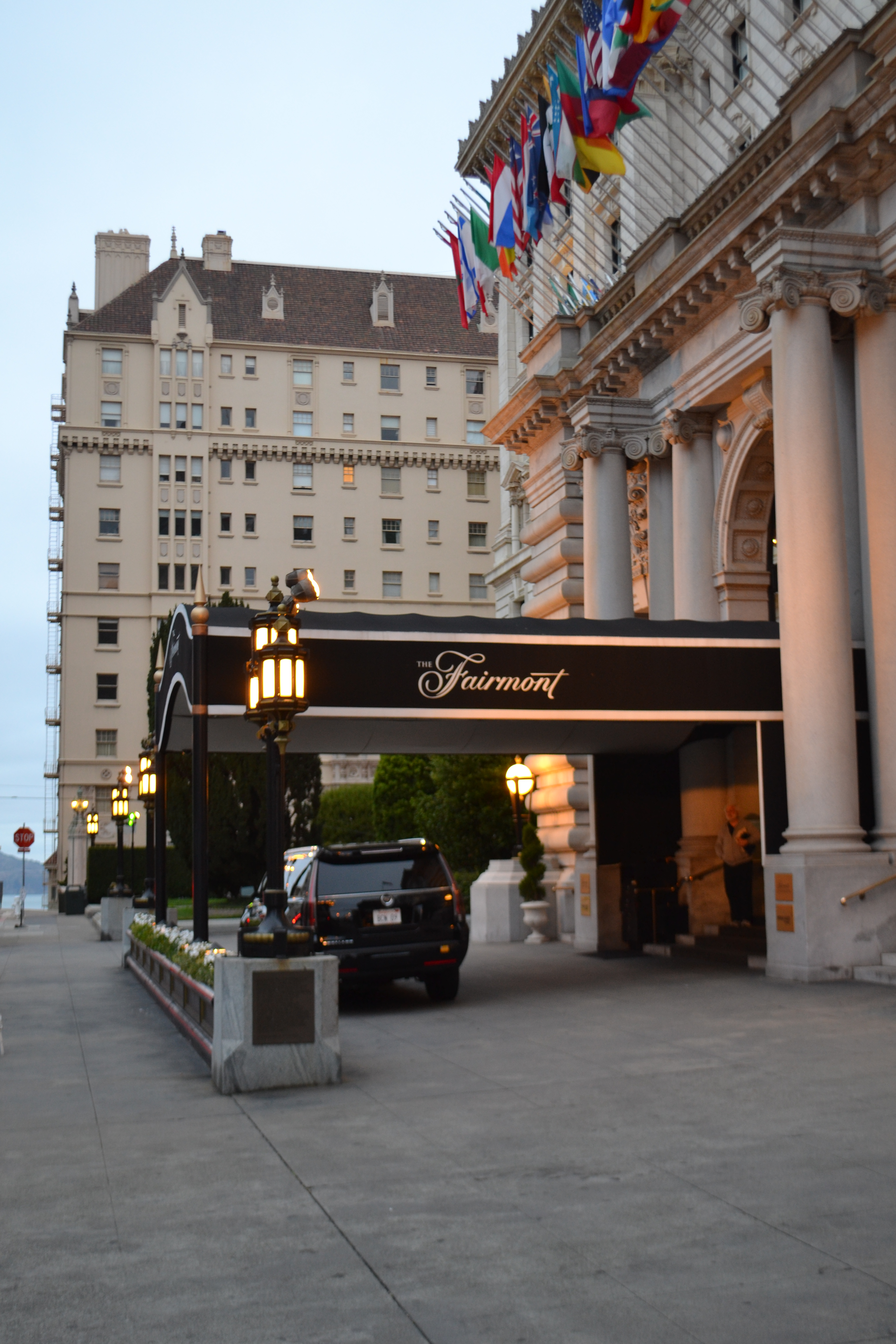
Entrée du Fairmont Hotel.
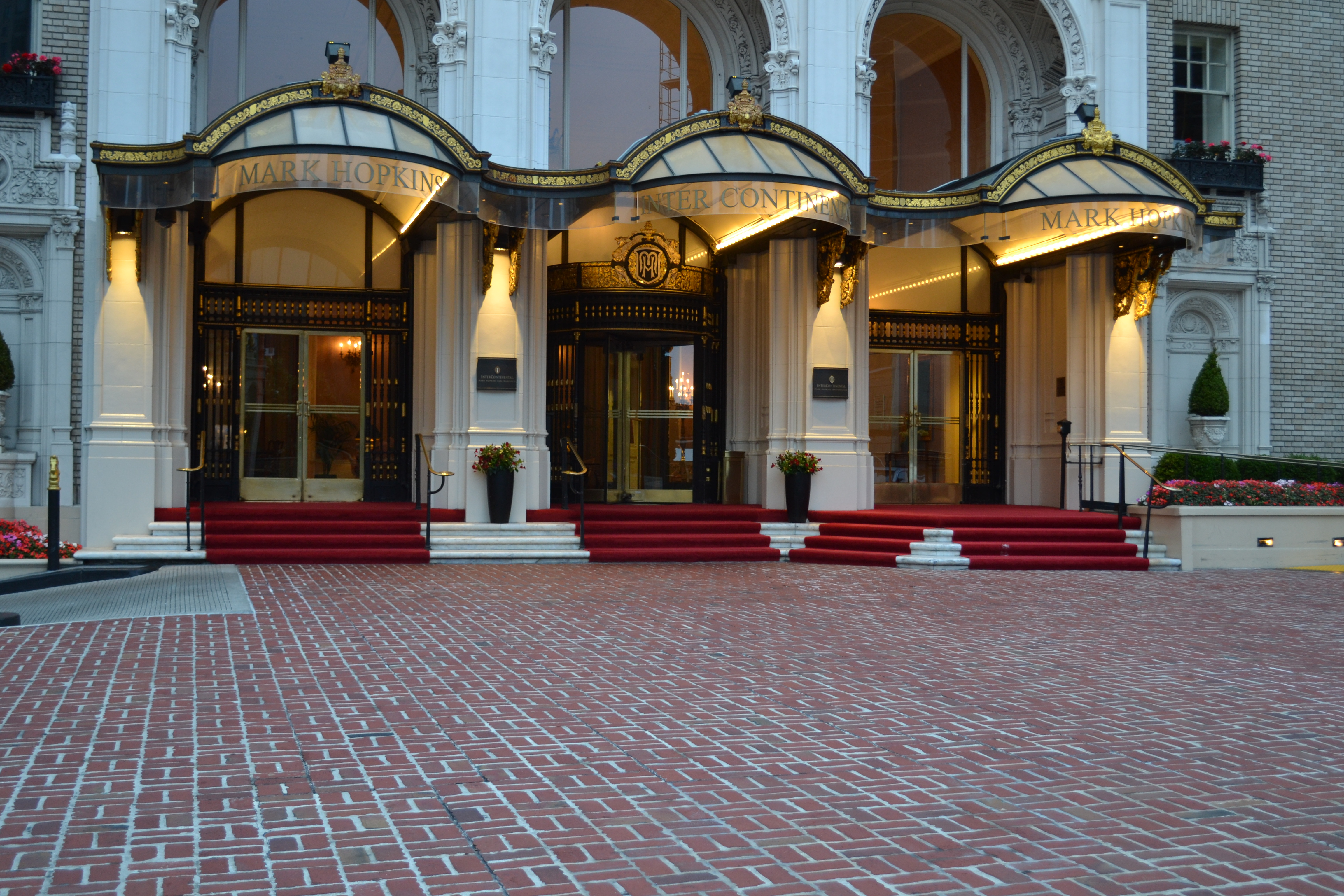
Entrée du Mark Hopkins Hotel.